# Четлас
Четлас  (устар. Шеглас) — река в России, течёт по территории Лешуконского района Архангельской области. Устье реки находится в 135 км по левому берегу реки Мезенская Пижма. Длина реки составляет 95 км, площадь водосборного бассейна 865 км².
Напротив устья реки, на правом берегу Мезенской Пижмы, находится Усть-Четласский государственный природный ландшафтный заказник.
Именованные притоки: Большая Пола, Фролишня, Большая Рассоха, Левая Рассоха и другие.

## Данные водного реестра
По данным государственного водного реестра России относится к Двинско-Печорскому бассейновому округу, водохозяйственный участок реки — Мезень от истока до водомерного поста у деревни Малонисогорская. Речной бассейн реки — Мезень.
Код объекта в государственном водном реестре — 03030000112103000044770.